# Vladyslav Lavskyy
Vladyslav Lavskyy, en ukrainien : Владислав Федорович Лавський, né le 16 mars 2000, est un athlète ukrainien spécialiste du saut en hauteur.

## Biographie
Troisième des championnats du monde jeunesse 2017, il remporte la médaille d'or des Universiades d'été de 2021 à Chengdu.
Il remporte la médaille d'argent des championnats d'Europe 2024 à Rome, en égalant son record personnel de 2,29 m.

## Palmarès
| Date | Compétition           | Lieu    | Résultat | Marque |
| ---- | --------------------- | ------- | -------- | ------ |
| 2021 | Universiades          | Chengdu | 1er      | 2,25 m |
| 2024 | Championnats d'Europe | Rome    | 2e       | 2,29 m |

## Records
| Épreuve         | Performance | Lieu        | Date                     |
| --------------- | ----------- | ----------- | ------------------------ |
| Saut en hauteur | 2,29 m      | Loutsk Rome | 19 mai 2024 11 juin 2024 |